# Elektrostatische Ionenstrahlfalle
Eine elektrostatische Ionenstrahlfalle (englisch Electrostatic Ion Beam Trap, EIBT) ist eine Ionenfalle, bei der elektrisch geladene Teilchen (z. B. Atome oder Moleküle) als schneller Strahl durch ein elektrostatisches Feld gespeichert werden.

## Funktionsweise
In der am häufigsten anzutreffenden Bauform der elektrostatischen Ionenstrahlfalle werden Ionen mit einer kinetischen Energie von einigen keV zwischen zwei elektrostatischen Spiegeln hin und her reflektiert.
Elektrostatische Linsen sorgen für eine Fokussierung des Strahls in radialer Richtung. Die zu speichernden Ionen werden oftmals als vorbeschleunigter Strahl aus einer Ionenquelle auf der Achse der Falle in diese eingeschossen, während die Betriebsspannungen des eintrittseitigen Ionenspiegels abgeschaltet sind. In der Zeit, bis die Ionen nach Reflexion am anderen Spiegel wieder dem Eintrittsspiegel erreichen, werden dessen Spannungen eingeschaltet, so dass die Ionen zwischen beiden Spiegeln gefangen sind. Bisweilen werden auch die zu speichernden Ionen erst in der Falle erzeugt, indem z. B. Moleküle aus einem Gasstrahl, der einen der Spiegel nahe dem Umkehrpunkt durchquert, durch einen Laser ionisiert werden.

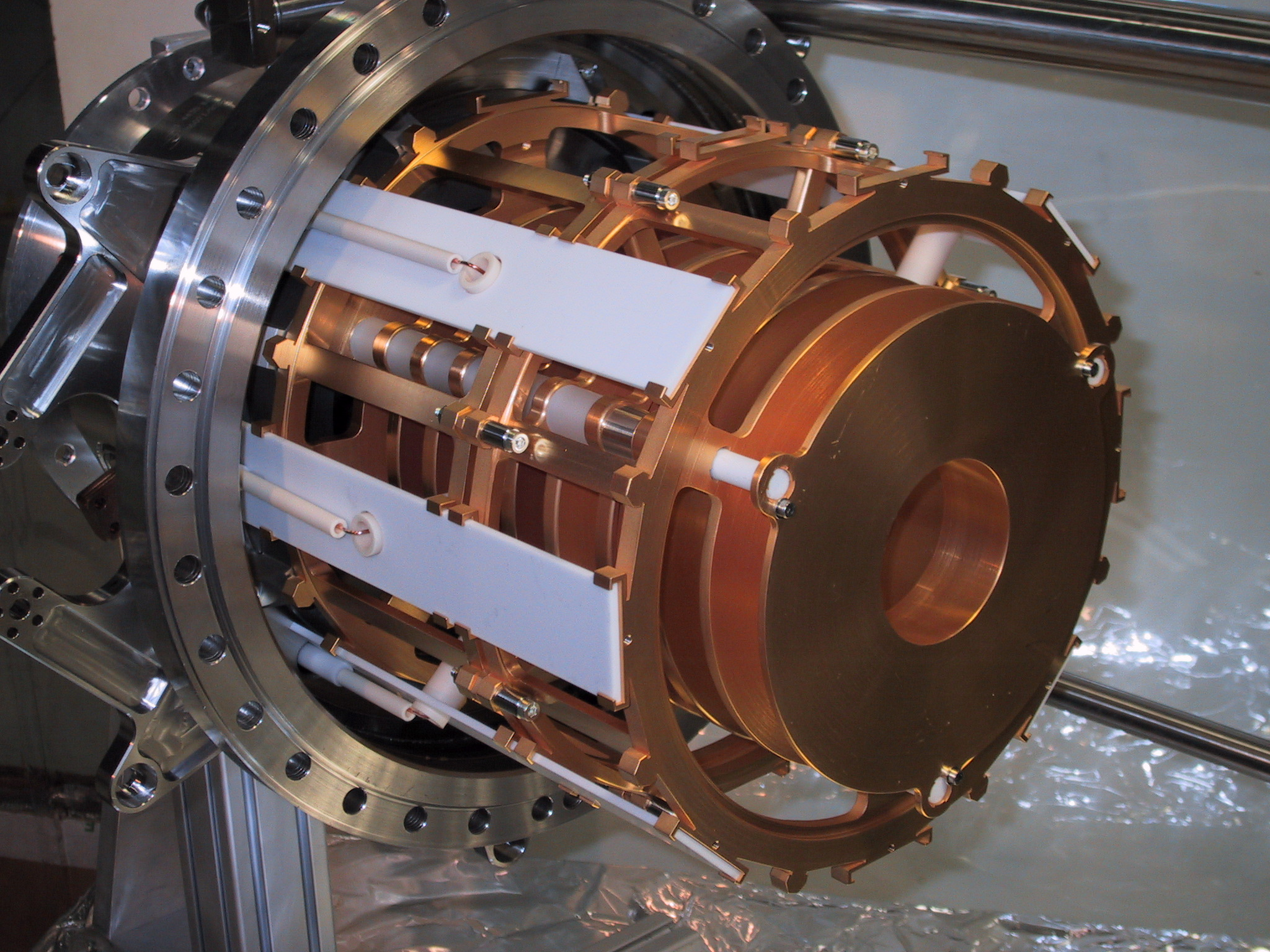
Elektrodenaufbau für einen der beiden elektrostatischen Spiegel der CTF-Strahlfalle am Max-Planck-Institut für Kernphysik in Heidelberg.

Diese Anordnung ist in der Funktionsweise einem optischen Resonator sehr ähnlich und wird daher bisweilen auch als Ionenresonator bezeichnet. Häufig findet man auch die Bezeichnung Multi-Turn Time of Flight Mass Spectrometer. Es existieren auch besondere Bauformen bei der z. B. die Linsen in die Spiegel integriert sind und elektrostatische Parabolspiegel bilden. Auch ist eine elektrostatische Ionenstrahlfalle bekannt, bei der der hin- und der rücklaufende Strahl durch elektrostatische Deflektoren räumlich getrennt werden. Elektrostatische Ionenstrahlfallen können somit auch als besondere Form des Ionenspeicherrings angesehen und oft mit denselben mathematischen Formalismen beschrieben werden.

## Anwendungen
Elektrostatische Ionenstrahlfallen finden vor allem in der Forschung Anwendung, zum einen als Massenspektrometer, zum anderen zur Speicherung von Ionen über längere Zeit während der Durchführung von Experimenten.